# Kayky
Kayky da Silva Chagas, mer känd som endast Kayky, född 11 juni 2003 i Rio de Janeiro, Brasilien, är en brasiliansk fotbollsspelare som spelar för Sparta Rotterdam, på lån från Manchester City.

## Klubblagskarriär

### Tidig karriär
Kayky föddes i huvudstaden Rio de Janeiro och fick avslag från en början på en plats i Fluminense-akademi, eftersom klubben redan hade fyllt sina plaster med ungdomsspelare. Han gick istället med på den lokala klubben Mangueira. I sin första match gjorde han ett hattrick i en 5–3 seger över just Fluminense, vilket fick klubben att omedelbart skriva kontrakt med honom. Han gick till en början med i deras U9-futsalgrupp. Han övergick sedan till fotbollen där han fortsatte sin utveckling och var en viktig pusselbit i Fluminense U17-lag som vann Campeonato Brasileiro Sub-17 2020.

### Fluminense
Kayky flyttades upp permanent till Fluminenses A-lag inför säsongen 2021. Han gjorde sin professionella debut den 4 mars samma år när han kom in som ersättare i halvtid för ungdomskandidaten Miguel Silveira. Fluminense förlorade matchen med 2–1 i Campeonato Carioca, som spelades bortaplan mot Resende. Han gjorde sitt första professionella-mål den 6 april då han gjorde öppningsmålet i en 4–0-vinst mot Macaé.
Den 11 april 2021 gjorde Kayky ännu en gång öppningsmålet i en 3–1-hemmaseger mot Nova Iguaçu genom en individuell insats, efter att ha dribblat förbi fyra motståndare.
Den 6 maj 2021 blev han den yngsta spelaren som gjort mål i Copa Libertadores för Fluminense, 17 år gammal, i en 1–1-match mot Atlético Junior.

### Manchester City
I april 2021 rapporterade flera mediekällor att både Kayky och lagkamraten Metinho hade kommit överens om en flytt till Manchester City för en sammanlagd summa på 15 miljoner euro. Kaykys affär ensam skulle kosta 10 miljoner euro, med ytterligare 15 miljoner i variabler. Den 23 april bekräftades avtalet officiellt, och övergången skulle gå igenom i januari 2022.
Kayky gjorde sin debut för City den 7 januari 2021 i en bortamatch mot Swindon Town i FA-cupen. Han kom in som ersättare över Cole Palmer i den 86:e matchminuten då man vann med 4–1. Den 12 februari 2022 gjorde Kaky Premier League-debut när han ersatte Riyad Mahrez i den 84:e matchminuten mot Norwich City på Carrow Road. Matchen slutade med en stabil 4–0-seger och City fortsatte därmed att toppa ligan.

## Spelstil
Kayky är vänsterfotad och spelar helst på den högra sidan av anfallet, han jämförs ofta med Neymar på grund av sin dribblingsförmåga. Kayky firar sina mål genom att göra en mustasch med handen, som en gest för sin far.

## Statistik
| Klubb                                                      | Säsong            | Inhemsk liga      | Inhemsk liga | Inhemsk liga | Nat. täv. | Nat. täv. | Internat. täv. | Internat. täv. | Totalt | Totalt |
| Klubb                                                      | Säsong            | Serie             | SM           | Mål          | SM        | Mål       | SM             | Mål            | SM     | Mål    |
| ---------------------------------------------------------- | ----------------- | ----------------- | ------------ | ------------ | --------- | --------- | -------------- | -------------- | ------ | ------ |
| Fluminense                                                 | 2021              | Série A           | 9            | 0            | 15        | 3         | 5              | 1              | 29     | 4      |
| Fluminense                                                 | Totalt i klubblag | Totalt i klubblag | 9            | 0            | 15        | 3         | 5              | 1              | 29     | 4      |
| Antal matcher och mål är korrekt per den 17 september 2021 |                   |                   |              |              |           |           |                |                |        |        |